# Гринько Дмитро Григорович
Дмитро Григорович Гринько (18 червня 1905, Чернещина-Горбатівка — 28 вересня 1986, Київ) — український письменник, журналіст, перекладач, літературознавець. Автор збірок оповідань, нарисів, літературознавчих досліджень, перекладів українською мовою з російської, білоруської, казахської, польської, турецької.
Учасник німецько-радянської війни, старший лейтенант адміністративної служби, технік-інтендант 1-го рангу. Брав участь у Сталінградській битві, нагороджений декількома орденами та медалями. Після закінчення війни, протягом 20 років — відповідальний редактор журналу «Вітчизна» (1944—1964) та директор Українського відділення Літературного фонду СРСР (1950—1970). Член Спілки письменників України.

## Життєпис

Могила Дмитра Гринька, Байкове кладовище

Народився 18 червня 1905 року в селі Чернещина-Горбатівка на Полтавщині. У 1924 році розпочав літературну діяльність. У 1930 році закінчив Московський державний університет. Відтоді ж працював журналістом.
З 1941 року — на військових теренах. Служив у Політичному управлінні Південно-Західного фронту, брав участь, зокрема, в Сталінградській битві. Демобілізований у 1944 році в званнях старшого лейтенанта адміністративної служби та техніка-інтенданта 1-го рангу, нагороджений декількома орденами та медалями.
З 1944 по 1964 роки — відповідальний редактор журналу «Вітчизна». З 1950 по 1970 роки — директор Українського відділення Літературного фонду СРСР. Жив і працював у Києві.
Публікувався до останніх років життя. Помер на 82-му році життя 28 вересня 1986 року. Був кремований, прах похований у колумбарії Байкового кладовища (ділянка № 1, тераса № 2, 50°24′57.13″ пн. ш. 30°30′17.38″ сх. д. / 50.4158694° пн. ш. 30.5048278° сх. д.).

## Літературно-критична діяльність
Автор збірок оповідань, нарисів тощо. Серед них — «Вогні Донбасу» (1930), «Дмитро Остапенко» (1943), «По гоголівських місцях» (1952), «Любов і мужність» (1954), «Під квітучим рай-деревом» (1965), «Незвичайна історія» (1974). В «Енциклопедії сучасної України» доктор наук Тетяна Добко писала, що Дмитро Гринько «змальовував образи сучасників, порушував морально-етичні проблеми, висвітлював теми любові і дружби, захисту батьківщини, виховання патріотизму».
Як літературознавець, створив, зокрема, літературний портрет письменника Панаса Кочури, з яким близько товаришував. Плідно перекладав українською мовою з російської, білоруської, казахської, польської, турецької твори Дмитра Маміна-Сибіряка, Мухтара Ауезова, Сабіта Муканова, Сабахаттіна Алі, Абдижаміла Нурпеїсова тощо. Казахськомовний перекладацький доробок Дмитра Гринька був проаналізований доктором філологічних наук Миколою Васьківим у статті «Казахська література в окремих українських книжкових виданнях» (2018).
Рецензував літературні роботи колег — зокрема, роман Олеся Гончара «Собор», про який «наголосив, що — за романним трактуванням — „народ не цурається духовних набутків минулого, бо через них він входить у майбуття“». Негативно сприйняв тритомний роман Анатолія Дімарова «І будуть люди», як «повний набридливих вже стереотипних образів».
Щонайменше троє художників створили для Дмитра Гринька екслібриси, два з яких зберігаються в Державному історико-культурному заповіднику міста Острога — Костянтин Козловський у 1967 році, Георгій Малаков у 1972 році та Мар'ян Маловський у 1973 році. Великий особовий фонд письменника (172 одиниці рукописів, листів, світлин тощо) зберігається в Центральному державному архіві-музеї літератури і мистецтва України.

## Творчий доробок (частковий)
- Щира розмова з сучасником / Дмитро Гринько // Сільські вісті. — 1968. — 7 лютого.
- Гринько Д. Пам'ять щедра і невичерпна // Вітчизна. — 1969. — № 12. — С. 195—198.
- Співець краси і справедливості / Дмитро Гринько // Муканов С. Школа життя. Книга третя. Роки змужніння. — К.: Дніпро, 1970. — С. 5–11.
- Панас Кочура: біогр. нарис / Д. Гринько, І. Корнющенко. — Київ: МОЛОДЬ, 1975. — 69 с.

## Нагороди
- орден Вітчизняної війни II ступеня
- медаль «За оборону Сталінграда»
- медаль «За перемогу над Німеччиною у Великій Вітчизняній війні 1941—1945 рр.»